# Aeroportul Nahicevan
Aeroportul Nakhchivan (IATA: NAJ, ICAO: UBBN) este un aeroport din Naxcivan, Azerbaidjan. Aeroportul a fost tranzitat în 2019 de 646.000 de pasageri.
Situat la o altitudine de 858 m, aeroportul dispune de 2 piste.

## Infrastructură

### Piste
Eroare Lua în Modul:Runway la linia 26: attempt to concatenate local 'surface' (a nil value)